# Хенцини
Хенцини (іноді Хенціни; пол. Chęciny/Хенціни) — місто в південній Польщі.
Належить до Келецького повіту Свентокшиського воєводства.

## Демографія
Демографічна структура станом на 31 березня 2011 року:
|          | Загалом | Допрацездатний вік | Працездатний вік | Постпрацездатний вік |
| -------- | ------- | ------------------ | ---------------- | -------------------- |
| Чоловіки | 2238    | 436                | 1610             | 192                  |
| Жінки    | 2237    | 396                | 1414             | 427                  |
| Разом    | 4475    | 832                | 3024             | 619                  |

## Відомі люди

### Старости
- Станіслав Дембінський, тесть дибувського старости Войцеха Падневського[6]
- Казімеж Рудзінський

### Перебували
- під час роботи санітаром відвідав Костянтин Паустовський (1915—1916 роки), згадав його у своїй повісті «Бентежна юність».